# Cvintetul Păstrăvul
Cvintetul Păstrăvul (în germană Forellenquintett) este numele sub care e larg cunoscut Cvintetul cu pian în la major, D. 667, de Franz Schubert. Lucrarea a fost compusă în anul 1819, la vârsta de 22 de ani a autorului; cu toate acestea, nu a fost publicată, până în 1829, la un an după moartea sa.
Spre deosebire de componența obișnuită a cvintetului: pian și cvartet de coarde, piesa lui Schubert este scrisă pentru pian, vioară, violă, violoncel și contrabas. Compozitorul Johann Nepomuk Hummel și-a rearanjat propriul Septet pentru aceeași instrumentație, iar Păstrăvul a fost de fapt scris pentru un grup de muzicieni adunați pentru a cânta lucrările lui Hummel.
Piesa este cunoscută ca „Păstrăvul” deoarece a patra mișcare este un șir de variațiuni pe liedul său timpuriu, Die Forelle („Păstrăvul”). Cvintetul a fost scris pentru Sylvester Paumgartner, din Steyr, Austria Superioară, un bogat patron al muzicii și violoncelist amator, care, de asemenea, a sugerat ca Schubert să includă variațiunile pe lied. Variațiuni pe melodii din liedurile sale se găsesc în alte patru lucrări ale lui Schubert: Cvartetul „Fata și Moartea” (Der Tod und das Mädchen), variațiunile „Flori uscate” (Trockne Blumen), pentru flaut și pian (D. 802), „Fantezia călătorului” (Wanderer-Fantasie, D. 760) și Fantezia în Do major, pentru vioară și pian (D. 934, Sei mir gegrüßt).
Creșterea figurii de sextolete din acompaniamentul liedului este folosită ca motiv de unificare pe parcursul Cvintetului, iar figurile aferente apar în patru din cele cinci mișcări - toate, cu excepția Scherzoului. La fel ca și în cântec, figura este în general introdusă de pian, ascendent.

## Structura
Cvintetul este format din cinci mișcări:
1. Allegro vivace, în formă de sonată.
2. Andante, în fa major (submedianta coborâtă a tonalității principale a lucrării, La major)
3. Scherzo: Presto
4. Andantino – Allegretto, în Re major (subdominanta tonalității principale a lucrării)
5. Allegro giusto

### Allegro vivace
Așa cum este obișnuit în lucrările clasice, expoziția trece de la tonică la dominantă; cu toate acestea, limbajul armonic al lui Schubert este inovativ, introducând mai multe mediante și submediante. Acest fapt este evident aproape de la începutul piesei: după păstrarea tonicii timp de zece măsuri, armonia trece brusc în fa major (submedianta coborâtă), în a unsprezecea măsură. Dezvoltarea secțiunii începe cu o trecere bruscă similară, de la mi major (la sfârșitul expoziției), la do major. Mișcarea armonică este lentă la început, dar devine mai rapidă; înainte de revenirea primei teme, armonia modulează în semitonuri ascendente. Repriza începe pe subdominantă, făcând ca alte schimbări modulatorii, în tranziția către a doua temă, să fie inutile - un fenomen frecvent întâlnit în mișcările timpurii cu formă de sonată, scrise de Schubert. Aceasta se diferențiază de expoziție doar prin omiterea primelor măsuri și a altei secțiuni scurte, înainte de tema finală.

### Andante
Această parte este formată din două secțiuni simetrice, a doua fiind o versiune transpusă a primeia, cu excepția unor mici diferențe de modulație, care permit încheierea mișcării în aceeași tonalitate în care a început. Planul tonal (cu câteva tonalități intermediare de importanță structurală mai scăzută, omise aici) este următorul: fa major – fa diez minor – re major – sol major – sol minor – sol major; la bemol major – la minor – fa major – fa minor – fa major.

### Scherzo: Presto
Această mișcare conține, de asemenea, tonalități mediante, precum finalul primei secțiuni a Scherzoului propriu-zis, în do major - medianta coborâtă sau relativa majoră a omonime minore (la minor).

### Andantino – Allegretto
Mișcarea în re major este o temă cu variațiuni a liedului lui Schubert, Die Forelle. Caracteristic altor părți cu variațiuni de Schubert (în contrast cu stilul lui Beethoven), variațiunile nu transformă tema originală într-un material tematic nou; ci mai degrabă se concentrează pe decorarea melodică și schimbările de dispoziție. În fiecare dintre primele câteva variații, tema principală este cântată de un instrument sau un grup diferit. În a cincea variațiune, Schubert începe în submedianta coborâtă (si bemol major) și creează o serie de modulații, ajungând eventual la tonalitatea principală a mișcării, la începutul variațiunii a șasea (finală). Un proces asemănător se găsește în trei dintre compozițiile de mai târziu ale lui Schubert: Octetul în fa major, D. 803 (a patra mișcare); Sonata pentru pian, în la minor, D. 845 (a doua mișcare); și Impromptu în Si bemol major, D. 935 Nr. 3. Ultima variație este asemănătoare cu liedul original, având același acompaniament caracteristic la pian.

### Allegro giusto
Finalul este împărțit în două secțiuni simetrice, la fel ca a doua mișcare. Cu toate acestea, se diferențiază prin absența cromatismului neobișnuit și fiind, în a doua secțiune, o transpoziție exactă a celei dintâi (cu excepția unor schimbări de registre de octave). Un semn de repetare este scris pentru prima secțiune: dacă se urmează partitura meticulos, mișcarea constă în trei repetări lungi, aproape identice ale aceluiași material muzical. Interpreții aleg sa omită uneori repetarea primei secțiuni. Deși mișcarea aceasta nu are cromatismele celei de a doua mișcări, planul său armonic este de asemenea inovativ: prima secțiune sfârșindu-se pe re major, subdominanta. Acest lucru este în contradicție cu estetica stilului muzicii clasice, în care primul eveniment major armonic dintr-o piesă este trecerea de la tonică la dominantă (sau, mai rar, la mediantă sau submediantă, dar niciodată la subdominantă).

## Importanța muzicală
În comparație cu alte lucrări camerale de mare importanță ale lui Schubert, precum ultimele trei Cvartete de coarde și Cvintetul de coarde, Păstrăvul este o lucrare de destindere, caracterizată de o coerență structurală mai scăzută, în special în părțile sale externe și în Andante. Aceste mișcări conțin repetiții neobișnuit de lungi ale materialului prezentat anterior, uneori transpuse, cu puțin sau nici măcar o refacere a structurii, urmărind să producă un plan dramatic unificat. (,,mecanic", citându-l pe Martin Chusid).
Importanța piesei provine în mare parte din utilizarea stilului său armonic inovativ, original, bogat în mediante și cromatisme, cât și din caracteristicile sale timbrale. Păstrăvul are o sonoritate unică printre alte lucrări camerale pentru pian și coarde, în mare parte datorită partidei pentru pian, care se concentrează în secțiuni substanțiale ale piesei pe cel mai înalt registru al instrumentului, cu amândouă mâinile cântând aceeași linie melodică la distanță de octavă (devenind liberă să facă aceasta prin includerea atât a violoncelului, cât și a basului în ansamblu). O astfel de scriitură se găsește și în alte lucrări camerale de Schubert, precum triourile de pian, dar într-o măsură mai mică, și este caracteristică lucrărilor lui Schubert pentru pian la patru mâini, unul dintre cele mai personale genuri muzicale ale sale. O asemenea scriitură a influențat, probabil, lucrările compozitorilor romantici, precum Frédéric Chopin, care a admirat muzica lui Schubert pentru pian la patru mâini.
Cvintetul stă la baza filmului lui Christopher Nupen din1969 film Păstrăvul, în care Itzhak Perlman, Pinchas Zukerman, Jacqueline du Pré, Daniel Barenboim și Zubin Mehta îl interpretează la Queen Elizabeth Hall din Londra.